# Ulpiana

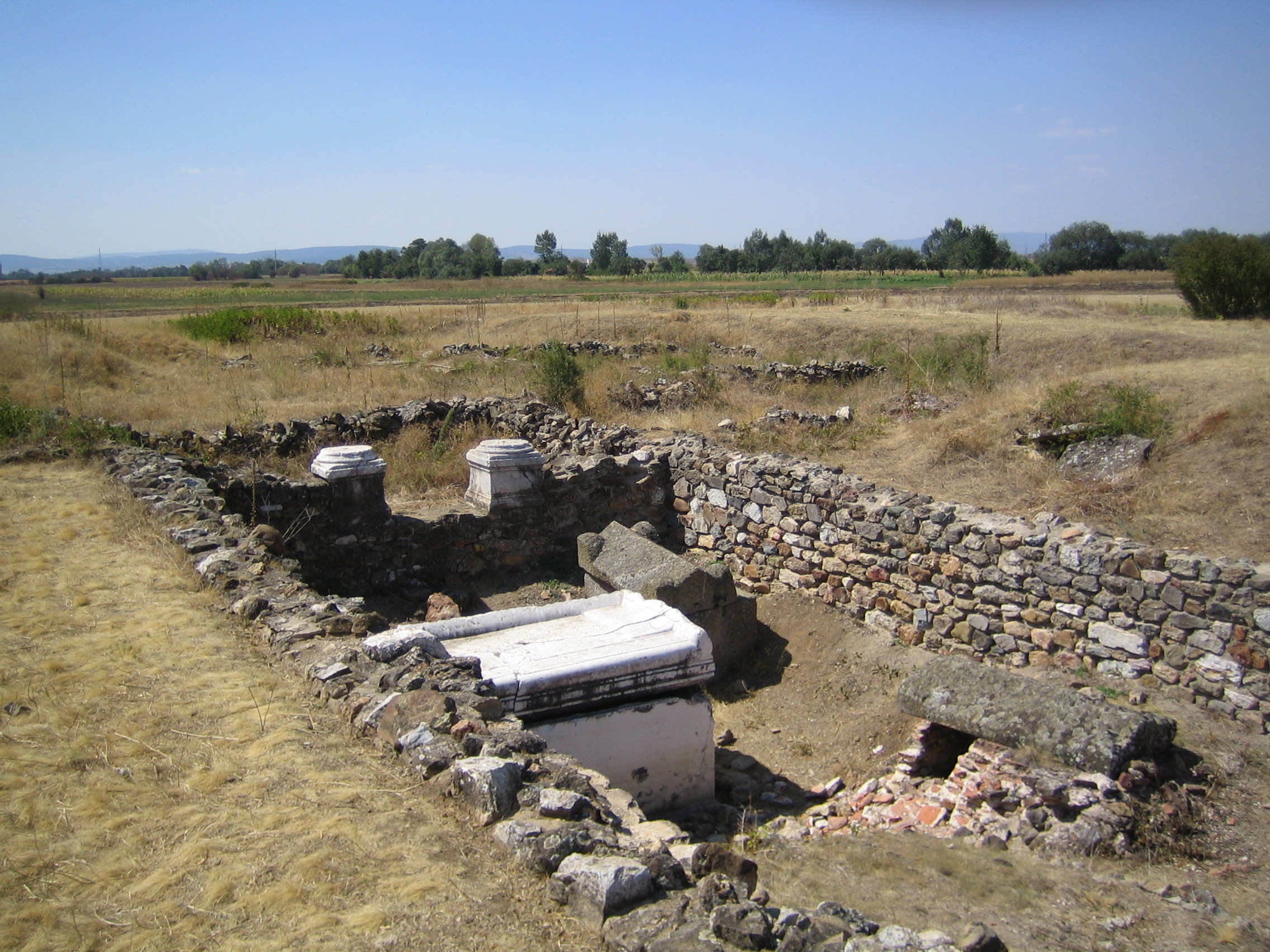
Escavação em Ulpiana

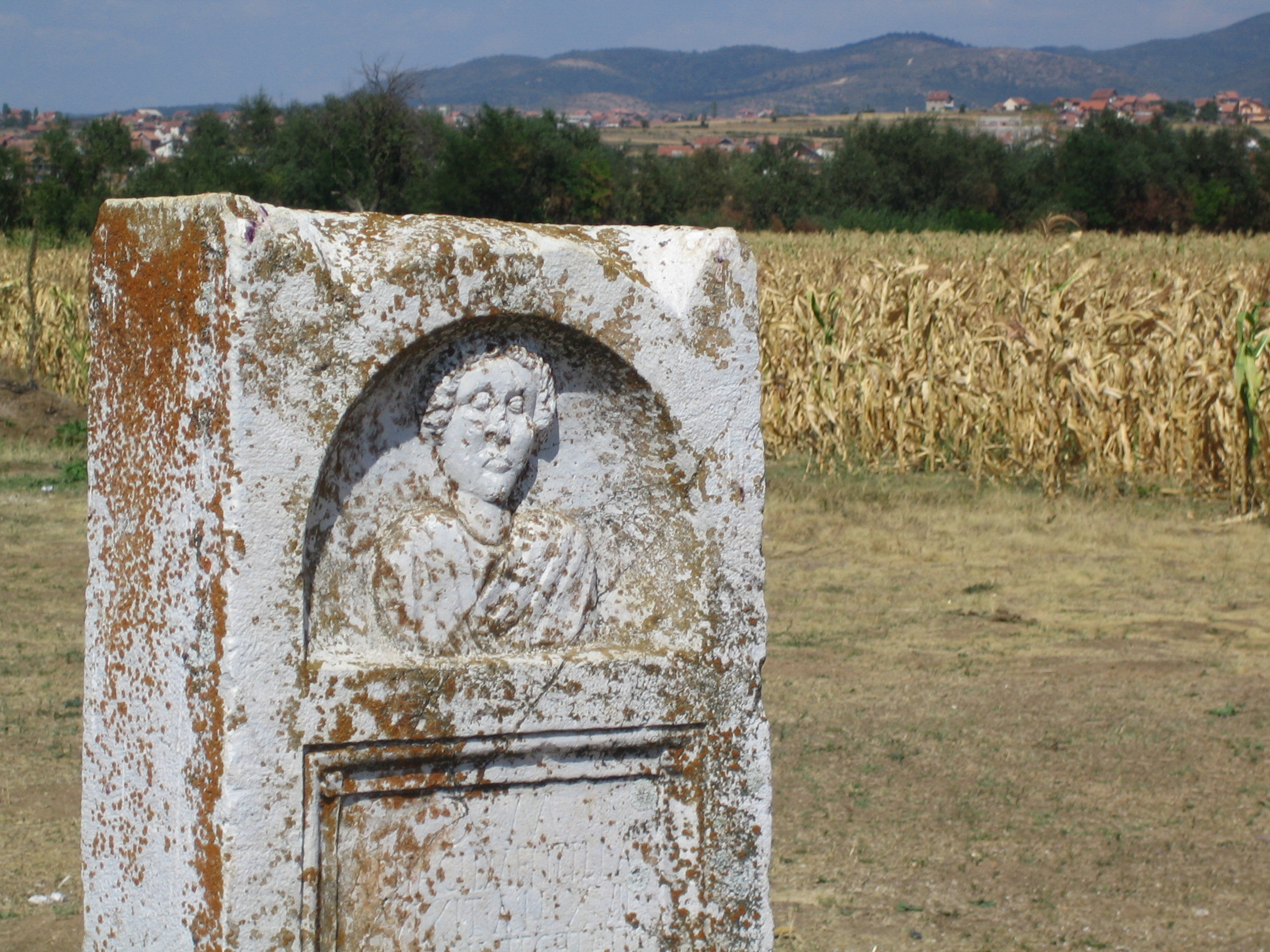
Estela romana

Ulpiana foi uma antiga cidade romana localizada no território da atual Kosovo. Foi também chamada de Justiniana Secunda. Ulpiana está situada no município de Lipljan. Em 1990, Ulpiana foi incluída na lista sérvia de Sítios Arqueológicos de Excepcional Importância, protegida pela República da Sérvia.